# Rajd Barum 2002
Rajd Barum 2002 (32. Barum Rally Zlín) – 32 edycja rajdu samochodowego Rajd Barum rozgrywanego w Czechach. Rozgrywany był od 13 do 15 września 2002 roku. Była to trzydziesta trzecia  runda Rajdowych Mistrzostw Europy w roku 2002 (rajd miał najwyższy współczynnik – 20) oraz także piąta runda Rajdowych Mistrzostw Czech. Składał się z 18 odcinków specjalnych.

## Klasyfikacja rajdu
| Miejsce                                        | Kierowca                                       | Pilot                                          | Samochód                                       | Czas                                           | Strata                                         |                                                |
| Klasyfikacja generalna, ERC i mistrzostw Czech | Klasyfikacja generalna, ERC i mistrzostw Czech | Klasyfikacja generalna, ERC i mistrzostw Czech | Klasyfikacja generalna, ERC i mistrzostw Czech | Klasyfikacja generalna, ERC i mistrzostw Czech | Klasyfikacja generalna, ERC i mistrzostw Czech | Klasyfikacja generalna, ERC i mistrzostw Czech |
| ---------------------------------------------- | ---------------------------------------------- | ---------------------------------------------- | ---------------------------------------------- | ---------------------------------------------- | ---------------------------------------------- | ---------------------------------------------- |
| 1.                                             | Renato Travaglia                               | Flavio Zanella                                 | Peugeot 206 WRC                                | 2:34:25.3                                      | 0.0                                            |                                                |
| 2.                                             | Leszek Kuzaj                                   | Erwin Mombaerts                                | Peugeot 206 WRC                                | 2:35:19.8                                      | +54.5                                          |                                                |
| 3.                                             | Janusz Kulig                                   | Jarosław Baran                                 | Ford Focus RS WRC '01                          | 2:37:43.0                                      | +3:17.7                                        |                                                |
| 4.                                             | Václav Pech jun.                               | Petr Uhel                                      | Ford Focus RS WRC '01                          | 2:38:47.0                                      | +4:21.7                                        |                                                |
| 5.                                             | Tomáš Vojtěch                                  | Štěpán Palivec                                 | Toyota Corolla WRC                             | 2:40:51.0                                      | +6:25.7                                        |                                                |
| 6.                                             | Alexander Lesnikov                             | Andrey Rusov                                   | Subaru Impreza WRC S7 '01                      | 2:41:46.2                                      | +7:20.9                                        |                                                |
| 7.                                             | Emil Triner                                    | Miloš Hůlka                                    | Seat Cordoba WRC Evo2                          | 2:42:21.4                                      | +7:56.1                                        |                                                |
| 8.                                             | Karel Trojan jun.                              | Jan Možný                                      | Toyota Corolla WRC                             | 2:43:14.4                                      | +8:49.1                                        |                                                |
| 9.                                             | Štěpán Vojtěch                                 | Michal Ernst                                   | Toyota Corolla WRC                             | 2:47:01.1                                      | +12:35.8                                       |                                                |
| 10.                                            | Václav Arazim                                  | Julius Gál                                     | Mitsubishi Lancer Evo VII                      | 2:47:37.6                                      | +13:12.3                                       |                                                |